# Verivery
Verivery (Hangul: 베리베리) là một nhóm nhạc nam Hàn Quốc được thành lập bởi Jellyfish Entertainment thông qua chương trình truyền hình thực tế Now Verivery vào tháng 9/2018. Nhóm gồm 7 thành viên, bao gồm: Lee DongHeon, Bae HoYoung, Hong MinChan, Jo GyeHyun, Ju YeonHo, Kim YongSeung và Yoo KangMin. Nhóm được ra mắt vào ngày 9 tháng 1 năm 2019.

## Lịch sử hoạt động

### Trước khi ra mắt: Giới thiệu qua Now Verivery
Tháng 9 năm 2018, Jellyfish Entertainment chính thức công bố sẽ giới thiệu nhóm nhạc nam mới thông qua một chương trình truyền hình thực tế. Ngày 3 tháng 9, Jellyfish Entertainment đã tiết lộ thành viên đầu tiên cùng với tên của chương trình - Now Verivery (지금부터 베리베리해) - cùng với logo và kênh truyền thông xã hội. Các hình ảnh teaser của các thành viên còn lại cũng được công bố sau đó. Ngày 25/9/2018, nhóm đã phát hành OST đầu tiên cho chương trình thực tế của mình "Super Special". Chương trình bắt đầu phát sóng vào ngày 21 tháng 09 năm 2018 và kết thúc ngày 9 tháng 11 năm 2018.
Ngày 09 tháng 11 năm 2018, sau khi tập cuối show thực tế Now Verivery được phát sóng, Jellyfish chính thức thông báo mở High-Touch đầu tiên vào ngày 17 tháng 11 với sự tham gia của 100 người, ngay sau đó đã có rất nhiều người đăng kí vì vậy Jellyfish tiếp tục mở High-touch thứ 2 và thứ 3 vào ngày 18/11 và 25/11. 3 High-touch với sự tham gia của hơn 1000 fan vượt qua mức đăng kí của Jellyfish (High-touch công khai) đã chứng tỏ được sự quan tâm của người hâm mộ đối với Verivery.

### 2019: Ra mắt vớiVeri-us
Ngày 6 tháng 12 năm 2018, Jellyfish Entertainment đã chính thức thông báo boygroup Verivery sẽ chính thức debut ngày 09 tháng 01 năm 2019 với mini album đầu tay Veri-us. Ngày 2 tháng 1 năm 2019, Jellyfish Entertainment công bố showcase ra mắt của nhóm có tựa đề Verivery's Premiere Showcase, ghi hình tại CJ E&M Studio A vào ngày 5 tháng 1 với 300 fan tham gia. Verivery sẽ phát hành mini-album đầu tay Veri-us vào ngày 9 tháng 1 với ca khúc chủ đề "Ring Ring Ring (불러줘)". Veri-us đã xếp vị trí thứ 4 trên BXH album của Gaon và đã bán được 17,712 bản trong tháng 1/2019 
Ngày 23 tháng 2 năm 2019, Verivery chính thức kết thúc quảng bá album Veri-us cùng với buổi công chiếu MV Ring Ring Ring DIY ver.

### 2019: Trở lại vớiVeri-ablesau 2 tháng
Ngày 6 tháng 4 năm 2019, thông qua kênh Twitter của nhóm Jellyfish Entertainment đã thông báo về sự trở lại Verivery với mini album thứ 2 mang tên VERI-ABLE. Ngày 19 tháng 4 năm 2019, Jellyfish Entertainment công bố showcase comeback của nhóm có tựa đề Verivery 2nd MINI ALBUM [VERI-ABLE] SHOWCASE, ghi hình trực tiếp tại YES24 Live Hall vào ngày 24 tháng 4. Đồng thời, Mini album của nhóm với ca khúc chủ đề From Now (딱 잘라서 말해) sẽ được phát hành vào 6h KTS (4h VN).
Ngày 1 tháng 5 năm 2019, Verivery tham gia vào ca khúc OST Magic Hour của trinityACE. Ca khúc đã được phát hành dưới dạng nhạc số và cũng là ca khúc OST đầu tiên trong sự nghiệp của Verivery.
Ngày 18 tháng 5 năm 2019, Verivery tham gia KCON JAPAN 2019. Đây là lịch trình nước ngoài đầu tiên của nhóm kể từ sau khi debut.
Ngày 29 tháng 5 năm 2019, Verivery tham gia biểu diễn tại Hallyun Popfest 2019 ở Singapore.
Ngày 31 tháng 5 năm 2019, Verivery chính thức kết thúc quảng bá album VERI-ABLE với buổi công chiếu MV From Now DIY ver.
Vào ngày 31 tháng 7, nhóm đã phát hành album đơn đầu tiên Veri-Chill và đĩa đơn chủ đạo "Tag Tag Tag"

### 2020: Face It series, Road to Kingdom
Vào ngày 7 tháng 1, Verivery phát hành vở kịch mở rộng thứ ba Face Me và đĩa đơn chủ đạo "Lay Back".  EP đánh dấu là loạt phim đầu tiên của bộ ba FACE it.
Vào ngày 20 tháng 3, nhóm được xác nhận sẽ tham gia cuộc thi truyền hình thực tế Road to Kingdom của Mnet.  Họ lọt vào vòng cuối cùng với việc phát hành bài hát mới "Beautiful-X" cho đêm chung kết của chương trình và kết thúc ở vị trí chung cuộc thứ 5
Vào ngày 1 tháng 7, Verivery phát hành vở kịch mở rộng thứ tư Face You và đĩa đơn chính "Thunder".
Vào ngày 13 tháng 10, Verivery đã phát hành vở kịch mở rộng thứ năm Face Us và đĩa đơn chính "GBTB (Go Beyond The Barrier)".  Họ cũng đã phát hành một video âm nhạc cho bài hát "So Gravity" từ FACE US.
Nhóm đã phát hành ca khúc kỳ nghỉ đầu tiên "Love At First Sight" vào ngày 23 tháng 12 năm 2021.

### 2021: Series ‘O’ Round 1: Hall và Series ‘O’ Round 2:
Vào ngày 2 tháng 3, nhóm đã phát hành đĩa đơn thứ hai Series 'O' Round 1: Hall và đĩa đơn chủ đạo "Get Away". Họ chia sẻ rằng kỷ nguyên mới này, bước ra khỏi chuỗi FACE it , sẽ cho thấy sự trưởng thành hơn và "sự gợi cảm đáng mơ ước và đáng phê phán mà người hâm mộ chưa từng thấy trước đây."   Nhóm cũng giải thích rằng Series O 'Round 1: Hall mô tả họ "tận hưởng một bữa tiệc điên cuồng theo lời mời của ai đó." 
Vào ngày 1 tháng 6, đã có thông báo rằng Minchan sẽ trở lại hoạt động cùng nhóm.
Vào ngày 23 tháng 8, nhóm đã phát hành vở kịch mở rộng thứ sáu của họ, Series 'O' Round 2: Hole và đĩa đơn chính "Trigger".
Verivery đã thông báo về chuyến lưu diễn Hoa Kỳ đầu tiên của họ, diễn ra từ ngày 5 đến ngày 20 tháng 12 năm 2021.

### 2022–nay: "Series 'O' Round 0: Who"
Vào ngày 23 tháng 3, nhóm sẽ phát hành đĩa đơn kỹ thuật số "Series 'O' Round 0: Who".. MV 'O' vượt mốc 10 triệu lượt xem trong vòng 6 ngày kể từ ngày phát hành.
Jellyfish Entertainment thông báo nhóm sẽ phát hành Full album đầu tiên trong sự nghiệp vào ngày 25 tháng 4. Và MV 'Undercover' cũng vượt mốc 10 triệu lượt xem chỉ sau 4 ngày ra mắt.
Ngày 18 tháng 5 nhóm đã phát hành MV đặc biệt 'Candle', một bài hát b-side của full album đầu tiên 'SERIES' O '[ROUND 3: WHOLE] như một lời tri ân gửi đến fan của nhóm.
Ngày 28 tháng 5 nhóm đã tham gia trình diễn tại Seowon Valley Green Concert.
Ngày 22 tháng 6 VERIVERY chính thức ra mắt tại thị trường Nhật Bản với single album 'Undercover (Japanese ver.)'.
Nhóm đã tổ chức concert riêng đầu tiên của mình tại Trung tâm Văn hóa và Nghệ thuật Donghae, Đại học Kwangwoon trong 2 ngày 20 và 21 tháng 8..
Ngày 14 tháng 9 chính thức khởi động chuyến lưu diễn Hoa Kỳ và Nam Mỹ lần thứ hai <2022 VERIVERY CONCERT PAGE: O US & LATIN AMERICA> bắt đầu tại LA.
Ngày 26 tháng 10 Jellyfish thông báo nhóm sẽ quay trở lại với đĩa đơn thứ 3 [Liminality - EP.LOVE] - Tap Tap vào ngày 14 tháng 11..

## Thành viên
| Nghệ danh | Nghệ danh | Tên khai sinh  | Tên khai sinh | Tên khai sinh | Tên khai sinh   | Ngày sinh        | Nơi sinh           |
| Latinh    | Hangul    | Latinh         | Hangul        | Hanja         | Hán-Việt        | Ngày sinh        | Nơi sinh           |
| Dongheon  | 동헌      | Lee Dong-heon  | 이동헌        | 李東憲        | Lý Đông Hiến    | 4 tháng 8, 1995  | Andong, Hàn Quốc   |
| Hoyoung   | 호영      | Bae Ho-young   | 배호영        | 裵號英        | Bùi Hạo Anh     | 10 tháng 8, 1998 | Cheongju, Hàn Quốc |
| Minchan   | 민찬      | Hong Min-chan  | 홍민찬        |               | Hồng Mẫn Xán    | 16 tháng 9, 1998 | Cheonan, Hàn Quốc  |
| Gyehyeon  | 계현      | Jo Gye-hyeon   | 조계현        | 曺啓賢        | Triệu Khởi Hiền | 14 tháng 5, 1999 | Bucheon, Hàn Quốc  |
| Yeonho    | 연호      | Ju Yeon-ho     | 주연호        | 朱延浩        | Chu Nghiên Hạo  | 31 tháng 5, 2000 | Goyang, Hàn Quốc   |
| Yongseung | 용승      | Kim Yong-seung | 김용승        | 金勇勝        | Kim Long Thắng  | 17 tháng 6, 2000 | Pohang, Hàn Quốc   |
| Kangmin   | 강민      | Yoo Kang-min   | 유강민        | 柳橿旻        | Liễu Khánh Mẫn  | 25 tháng 1, 2003 | Busan, Hàn Quốc    |

## Danh sách đĩa nhạc

### EP
| Tiêu đề                         | Chi tiết | Danh sách bài hát |
| Veri-us                         | - Ngày phát hành: 9 tháng 1 năm 2019 - Hãng đĩa: Jellyfish Entertainment - Định dạng: CD, Tải nhạc số        | 1. 불러줘 (Ring Ring Ring) 2. Flower 3. F.I.L 4. Alright! 5. Super Special (Acoustic Ver.)                                                                                                  |
| VERI-ABLE                       | - Ngày phát hành: 24 tháng 4 năm 2019 - Hãng đĩa: Jellyfish Entertainment - Định dạng: CD, Tải nhạc số       | 1. 딱 잘라서 말해 (From Now) 2. 밝혀줘 (Light Up) 3. Love Line 4. All I Do(나 집에 가지 않을래) 5. Get Ready                                                                                |
| Face Me                         | - Ngày phát hành: ngày 7 tháng 1 năm 2020 - Hãng đĩa: Jellyfish Entertainment - Định dạng: CD, Tải nhạc số   | 1. PHOTO 2. Lay Back 3. Paradise 4. Curtain Call 5. MOMENT |
| Face You                        | - Ngày phát hành: ngày 1 tháng 7 năm 2020 - Hãng đĩa: Jellyfish Entertainment - Định dạng: CD, Tải nhạc số   | 1. Thunder 2. Connect 3. Skydive 4. Beautiful-x 5. 사생활 (Privacy) |
| Face Us                         | - Ngày phát hành: ngày 13 tháng 10 năm 2020 - Hãng đĩa: Jellyfish Entertainment - Định dạng: CD, Tải nhạc số | 1. G.B.T.B. 2. MY FACE 3. Hold me tight 4. Get Outta My Way 5. 소중력 (So Gravity) |
| SERIES 'O' [ROUND 1 : HALL]     | - Ngày phát hành: ngày 2 tháng 3 năm 2021 - Hãng đĩa: Jellyfish Entertainment - Định dạng: CD, Tải nhạc số   | 1. Get Away 2. Numbness |
| SERIES 'O' [ROUND 2 : HOLE]     | - Ngày phát hành: ngày 23 tháng 8 năm 2021 - Hãng đĩa: Jellyfish Entertainment - Định dạng: CD, Tải nhạc số  | 1. TRIGGER 2. Underdog 3. Prom 4. Heart Attack |
| SERIES 'O' [ROUND 0 : WHO]      | - Ngày phát hành: ngày 23 tháng 3 năm 2022 - Hãng đĩa: Jellyfish Entertainment - Định dạng: CD, Tải nhạc số  | 1. O 2. 잠깐, 봄 (Our Spring) |
| SERIES 'O' [ROUND 3 : WHOLE]    | - Ngày phát hành: ngày 25 tháng 4 năm 2022 - Hãng đĩa: Jellyfish Entertainment - Định dạng: CD, Tải nhạc số  | 1. 틈 (Moment) 2. UNDERCOVER 3. Coming over 4. Wish U were here 5. 모든 순간들의 널 축하해 (Candle) 6. O 7. Fallin' 8. Childhood 9. Emotion 10. Velocity 11. 잠깐, 봄 (Our Spring) 12. Fine |
| Liminality - EP.LOVE 3rd SINGLE | - Ngày phát hành: ngày 14 tháng 11 năm 2022 - Hãng đĩa: Jellyfish Entertainment - Định dạng: CD, Tải nhạc số | 1. TAP TAP 2. Motive |

### OST - Nhạc phim
| Tiêu đề       | Năm phát hành | Phim                        |
| Super Special | 2018          | Now VERIVERY Show           |
| My Beauty     | 2019          | Extraordinary You           |
| Magic House   | 2019          | trinityACE                  |
| With Us       | 2020          | Itaewon Class               |
| Rum Pum       | 2022          | The World of My 17 Season 2 |

### Chương trình thực tế  (Hàn Quốc)
| Năm  | Kênh             | Tên                                                | Tập                                 | Thành viên                            |
| 2018 | Mnet             | Now Verivery                                       | Tập 1~8                             | ALL                                   |
| 2019 | MBC Music        | IDOL TALK TV - M.S.G.                              | Tập 6                               | ALL                                   |
| 2019 | JTBC 2           | RUN.WAV                                            | Tập 7                               | ALL                                   |
| 2019 | MBC              | Idol Star Athletics Championship                   | Tập đặc biệt ngày Trung Thu (2 tập) | ALL (trừ Dong-Heon bị thương)         |
| 2019 | KBS 2            | Immortal Songs                                     | Tập 423                             | DongHeon, YeonHo                      |
| 2020 | MBC M/ MBC every | Weekly Idol                                        | Tập 442                             | ALL                                   |
| 2020 | Mnet             | TMI NEWS                                           | Tập 25                              | YeonHo, KangMin                       |
| 2020 | MBC              | Idol Star Athletics Championship                   | Tập đặc biệt ngày Trung Thu (3 tập) | ALL                                   |
| 2020 | Ariang           | After School Club                                  | Tập 405                             | ALL                                   |
| 2020 | MBC M/ MBC every | Weekly Idol Tập đặc biệt dành cho MC Show Champion | Tập 467                             | KangMin vs Astro Moonbin, Yoon San-ha |
| 2020 | KBS 1            | Open Concert                                       | Tập 1277                            | ALL                                   |
| 2020 | KBS 2            | Immortal Songs                                     | Tập 447                             | ALL                                   |
| 2020 | Mnet             | Road to Kingdom                                    | Tập 1~8                             | ALL                                   |
| 2020 | MBC M/ MBC every | Weekly Idol                                        | Tập 467                             | ALL                                   |
| 2020 | MBC              | King of Masked singer                              | Tập 263, 264                        | YeonHo, KangMin                       |
| 2020 | Ariang           | After School Club                                  | Tập 431                             | ALL                                   |
| 2020 | TBStv            | Fact IN Star                                       | Tập 202                             | ALL                                   |
| 2021 | Ariang           | After School Club                                  | Tập 462                             | ALL (Trừ MinChan tạm ngưng hoạt động) |
| 2021 | MBC M/ MBC every | Weekly Idol                                        | Tập 504                             | ALL (Trừ MinChan tạm ngưng hoạt động) |
| 2021 | XNtv             | SUPER JUNIOR Idol vs Idol                          | Tập 57~60                           | ALL                                   |
| 2022 | MBC M/ MBC every | Weekly Idol                                        | Tập 559                             | ALL                                   |
| 2022 | MBC              | Idol Star Athletics Championship                   | Tập đặc biệt ngày Trung Thu (2 tập) | ALL                                   |

## Họa báo
| Ngày phát hành | Tiêu đề                               | Nhà xuất bản    | Thành viên tham gia |
| 2019.02.22     | 보그(Vogue Korea) số tháng 3 năm 2019 | Doosan Magazine | All                 |
| 2019.02.25     | OhBoy! 094                            | Oh Boy          | All                 |
| 2019.06.01     | DAZED KOREA                           | 렉스트림        | All                 |
| 2019.06.25     | haru*hana VOL.61                      | Tokyo News      | All                 |